# Chalkeia
Les Chalkeia, du grec ancien : Χαλκεῖα, sont des festivités religieuses de la Grèce antique célébrées à Athènes le 30 du mois de Pyanepsion (au milieu de l’automne). Elles semblent avoir débuté juste après la fin des Héphaisties, à moins que ces dernières ne soient leurs préambules. Elles étaient vouées au dieu Héphaïstos et à la déesse Athéna Ergane (travailleuse). 
 Dans les premiers temps les Chalkéia pourraient avoir eu une origine agraire mais très rapidement elles deviennent une fête des artisans et plus particulièrement des forgerons dont les deux divinités sont les protecteurs. De plus, la fête évoque aussi les mythes fondateurs d’Athènes puisque les deux divinités Héphaïstos et Athéna sont unis dans le mythe de la naissance d’Érichthonios, l’un des premiers rois de la cité. 
 C’est pendant les Chalkéia que le péplos offert à la déesse lors des Panathénées de l’été suivant commençait à être tissé.